# FCK Rolling Devils
Maillots
Le FCK Rolling Devils etaient un club allemand de basket-ball en fauteuil roulant installé à Kaiserslautern et jumelé avec le club de football du 1.FC Kaiserslautern, qui agitait comme sponsor et support du nom jusqu'à 2020. L'équipe première a participé à la première ligue fédérale de 2014 à 2016.

## Historique
L'équipe de basket-ball en fauteuil roulant du 1.FC Kaiserslautern a été fondée en septembre 2009 et inscrite dans la section de basket-ball de l'association. Les Rolling Devils sont engagés par la Fédération Allemande de Basket-ball en Fauteuil Roulant (Deutscher Rollstuhl-Sportverband, ou DRS) en troisième ligue régionale du centre, pour la saison 2010-2011. L'équipe remporte la coupe régionale centrale et dispute les quarts de finale de la coupe d'Allemagne. Les Rolling Devils remportent le championnat de la ligue régionale du centre et accèdent à la deuxième ligue fédérale du sud.
Au cours des deux saisons suivantes, l'équipe est éliminée de la Coupe d'Allemagne dès les premiers tours, mais termine à la deuxième place de son championnat. En 2013, elle participe à l'Euroleague 3 mais est éliminée d'entrée, terminant à la troisième place du groupe C,.
En mars 2013, les Rolling Devils constituent la section basket-ball en fauteuil roulant de ce club.
Durant la saison 2013-2014, les Rolling Devils atteignent les quarts de finale de la Coupe d'Allemagne, remportent le championnat de la deuxième ligue fédérale du sud et montent ainsi en première ligue fédérale pour la saison suivante.
Au cours de la saison 2014-15, les Rolling Devils atteignent à nouveau les quarts de finale de la Coupe d'Allemagne et finissent à la septième place du championnat.
En juillet 2015, les Rolling Devils se constituent en club autonome, le 1.FC Kaiserslautern agissant comme sponsor et support pour le nom. En décembre 2015, 1.FC Kaiserslautern a annulé la section basket-ball en fauteuil roulant.
Au cours de la saison 2015-16, les Rolling Devils encore une autre foi atteignent les quarts de finale de la Coupe d'Allemagne et finissent à la septième place du championnat.
En août 2016, le club retire la première équipe de la première ligue fédérale pour des raisons financieres et sportives et commence avec la deuxième équipe à la ligue régionale centrale. Aux deux saisons prochaines, les Rolling Devils finissent à la troisième place. Dans la saison 2018-19, les Rolling Devils remportent le championnat de la ligue régionale du centre et le droit d'accéder à la deuxième ligue fédérale du sud, mais decident à rester à la ligue régionale pour des raisons pécuniaires. La saison 2019-2020 finie prématurée à cause de la Pandémie de Covid-19 et l'équipe termine à la quatrième place avec des plusieurs jeux fait moins que les autres équipes. En raison des sponsoring manquants à cause de la Pandémie de Covid-19, les Rolling Devils ne peuvent pas participer avec une équipe à la saison 2020-21. La saison suivante, les entraînements et les matchs n'ont pas non plus repris. En octobre 2022, l'associatione cluba été dissoute et radiée du registre des associations de Rhénanie-Palatinat.

## Palmarès

### National
- Vainqueur de la coupe régionale centrale 2010 (Regionspokal Mitte)
- Champion de la ligue régionale centrale 2011 (Regionalliga Mitte, 3e division)
- Champion de la deuxième ligue fédérale du sud 2014[9]
- Champion de la ligue régionale centrale 2019 (Regionalliga Mitte, 3e division)

### Équipe réserve
- Vainqueur de la coupe régionale centrale 2014 (Regionspokal Mitte)
- Champion de la ligue supérieure centrale 2014 (Oberliga Mitte, 4e division)

## Effectif

### Effectif actuel
| Numéro | Nom, prenom | Nationalité | Année de naissance | Classification | Poste de jeu | au club depuis | Club précédent |
| ------ | ----------- | ----------- | ------------------ | -------------- | ------------ | -------------- | -------------- |

## Saisons
| Saison  | Ligue                          | Position (Équipes) | V  | N | D  | Points | Baskets   | Coupes nationales                                                    | Compétitions internationales |
| ------- | ------------------------------ | ------------------ | -- | - | -- | ------ | --------- | -------------------------------------------------------------------- | ---------------------------- |
| 2010/11 | Ligue régionale centrale       | 1 (8)              | 14 | 0 | 0  | 28:0   | 1228:428  | Coupe régionale centrale: vainqueur Coupe nationale: quart de finale |                              |
| 2011/12 | Deuxième ligue fédérale du sud | 2 (8)              | 11 | 0 | 3  | 22:6   | 961:767   | Coupe nationale: éliminatoires                                       |                              |
| 2012/13 | Deuxième ligue fédérale du sud | 2 (8)              | 10 | 0 | 4  | 20:8   | 908:764   | Coupe nationale: éliminatoires                                       | Euroleague 3 (3e place)      |
| 2013/14 | Deuxième ligue fédérale du sud | 1 (8)              | 14 | 0 | 0  | 28:0   | 1050:692  | Coupe nationale: quart de finale                                     |                              |
| 2014/15 | Première ligue fédérale        | 7 (10)             | 6  | 0 | 12 | 12:24  | 1042:1195 | Coupe nationale: quart de finale                                     |                              |
| 2015/16 | Première ligue fédérale        | 7 (10)             | 7  | 0 | 11 | 14:22  | 1206:1300 | Coupe nationale: quart de finale                                     |                              |
| 2016/17 | Première ligue fédérale        | 10 (10)            | 0  | 0 | 18 | 0:36   | 0:360     |                                                                      |                              |
| 2016/17 | Ligue régionale centrale*      | 3 (11)             | 15 | 0 | 5  | 30:10  | 1082:763  |                                                                      |                              |
| 2017/18 | Ligue régionale centrale       | 3 (7)              | 11 | 0 | 5  | 22:10  | 952:817   |                                                                      |                              |
| 2018/19 | Ligue régionale centrale       | 1 (7)              | 16 | 0 | 2  | 32:4   | 986:801   |                                                                      |                              |
| 2019/20 | Ligue régionale centrale**     | 4(11)              | 7  | 0 | 4  | 14:8   | 488:459   |                                                                      |                              |

(surligné en vert: championnat et montée, surligné en bleu: championnat, surligné en rouge: relégation)
*: FCK Rolling Devils 2, **: saison finie prematurée

## Encadrement

### Présidence
| Nom            | Période        | Période       | Position                                                   |
| Nom            | Arrivée        | Départ        | Position                                                   |
| -------------- | -------------- | ------------- | ---------------------------------------------------------- |
| Christa Weber  | septembre 2009 | mars 2013     | présidente du directoire (dans le FCK section basket-ball) |
| Sascha Gergele | mars 2013      | novembre 2014 | chef de la section FCK Rolling Devils                      |
| Thomas Lorenz  | novembre 2014  | décembre 2015 | chef de la section FCK Rolling Devils                      |
| Thomas Lorenz  | juillet 2015   | avril 2016    | président des FCK Rolling Devils                           |
| Sascha Gergele | avril 2016     |               | président des FCK Rolling Devils                           |

### Entraîneurs
| Nom                  | Nationalité | Période        | Période       | Fin du contrat        |
| Nom                  | Nationalité | Arrivée        | Départ        | Fin du contrat        |
| -------------------- | ----------- | -------------- | ------------- | --------------------- |
| Christa Weber        | Allemagne   | septembre 2009 | mars 2013     | départ                |
| Sven Nürnberger      | Allemagne   | avril 2013     | novembre 2013 | licenciement          |
| Sebastian Spitznagel | Allemagne   | novembre 2013  | juillet 2014  | fin du contrat        |
| Manfred Mikschy      | Allemagne   | août 2014      | octobre 2014  | départ                |
| Sascha Gergele       | Allemagne   | octobre 2014   | novembre 2014 | entraîneur provisoire |
| Clifford Fisher      | États-Unis  | novembre 2014  | novembre 2015 | rupture de contrat    |
| Paul James Capasso   | États-Unis  | novembre 2015  | mars 2016     | fin du contrat        |
| Sascha Gergele       | Allemagne   | avril 2016     | mars 2018     | fin du contrat        |
| Robin Kaltenbach     | Allemagne   | avril 2018     | mai 2020      | fin du contrat        |

## Joueurs et entraîneurs célèbres ou marquants

### Joueurs célèbres ou marquants

#### Joueurs anciens
- Serdar Antac (, 2013 - 2015): champion d'Allemagne 2003, champion de Turquie 2006, 2007, 2008 et 2009, vainqueur de la Coupe Willi Brinkmann 2001, vainqueur de la Coupe des Clubs Champions 2008 et 2009, vainqueur de la Coupe des champions de Kitakyushu (en) 2008 et 2009, champion d'Europe (Groupe B) avec la Turquie 2006
- Janic Binda (, 2014 - 2016): champion de Suisse 2009, 2010, 2011, 2012, 2013 et 2014, vainqueur de la Coupe de Suisse 2009, 2010, 2011, 2012, 2013 et 2014, international suisse
- Paul James Capasso (, 2014 - 2016): champion des États-Unis 1993, 1995 et 2004, vainqueur de la Coupe André Vergauwen 2014, international américain
- Nico Dreimüller (, 2010 - 2013): champion d'Allemagne 2015 et 2017, vainqueur de la Coupe d'Allemagne 2015, 2017 et 2018, vainqueur de la Coupe des Clubs Champions 2015 et 2017, international allemand
- Pieter Dries (, 2013 - 2015): champion d'Europe (Groupe B) avec la Belgique 2009, vainqueur de la Coupe de Belgique 2016, international belge
- Sascha Gergele (, 2009 - 2019): champion d'Allemagne 2003, vainqueur de la Coupe Willi Brinkmann - Eurocup 3 2001
- Matthias Heimbach (, 2013 - 2016): champion d'Allemagne 2009, vainqueur de la Coupe d'Allemagne 2008, international allemand
- Kai Möller (, 2015 - 2016): champion d'Italie 2013, vainqueur de la Coupe d'Italie 2013, vainqueur de la Coupe d'Allemagne 2018, international allemand
- Philipp Häfeli (, 2014 - 2015): champion de Suisse 2010, 2011 et 2012, vainqueur de la Coupe de Suisse 2010, 2011 et 2012, vainqueur de la Coupe d'Allemagne 2018, international suisse
- Sebastian Spitznagel (, 2010 - 2014): champion d'Allemagne 2003, international allemand
- Klaus Weber (, 2009 - 2013): champion d'Allemagne 1994 et 2003, vainqueur de la Coupe d'Allemagne 1993, vainqueur de la Coupe Willi Brinkmann - Eurocup 3 2001, international allemand
- Jacob Michael Williams (, 2015 - 2016): champion des États-Unis 2015, champion d'Allemagne 2018, 2019 et 2020, vainqueur de la Coupe d'Allemagne 2019, vainqueur de la Coupe des Clubs Champions 2018, international américain

### Entraîneurs célèbres ou marquants
- Christa Weber (, 2009 - 2013): champion d'Allemagne (1994, 1997 et 2003), vainqueur de la Coupe d'Allemagne (1993), vainqueur de la Coupe Willi Brinkmann (2001), entraîneur de l'équipe d'Allemagne féminine et de l'équipe d'Allemagne féminine espoir
- Clifford Fisher (, 2014 - 2015): Champion d'Italie (2004, 2009 et 2010), vainqueur de la Coupe d'Italie (2004, 2007 et 2010), vainqueur de la Supercoupe d'Italie (2008), Champion de la Turquie 2011, vainqueur de la Coupe André Vergauwen (2004), vainqueur de la Coupue Willy Brinkmann (2008), champion d'Europe avec l'Italie (2003 et 2005), entraîneur de l'équipe d'Italie, entraîneur de l'équipe d'Italie espoir, entraîneur de l'équipe de Belgique
- Paul James Capasso (, 2015 - 2016): vainqueur de la Coupe André Vergauwen 2014

## Environnement

### Dénomination
L'image de la section basket-ball en fauteuil roulant suit la même politique que le club de football auquel elle est rattachée. Le surnom Rolling Devils (littéralement, les Diables Roulants) provient du surnom Rote Teufel (Diables Rouges) de l'équipe de football. Les deux équipes ont une mascotte représentant un diable, et la salle des Rolling Devils, tout comme le Fritz-Walter-Stadion en football, est nommée l'enfer (de Kaiserslautern).

### Supporteurs

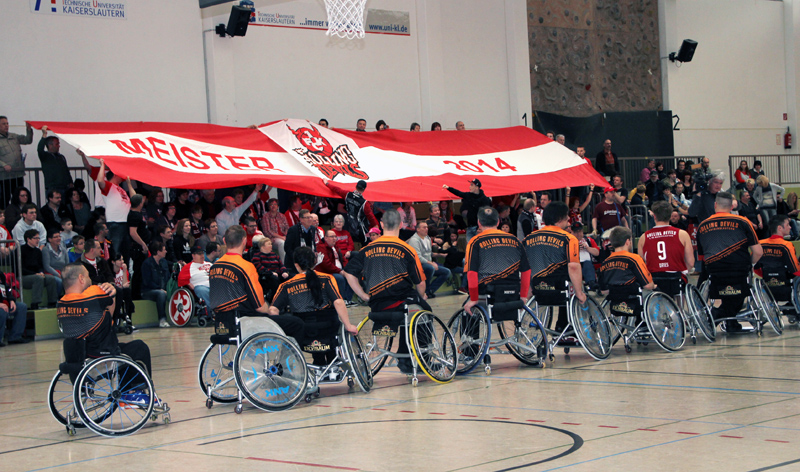
Les supporters acclament les Rolling Devils pour leur titre 2014.

De 2012 à 2016, plus de 250 spectateurs en moyenne ont assisté aux matchs à domicile des Rolling Devils. Leurs supporteurs des Devils cultivent des liens étroits avec le club de football de Kaiserslautern: le fan club officiel Rolling Devils Supporters se recoupe avec son homologue du club de football, et, ce qui est atypique pour le basket-ball en fauteuil roulant, il y a même des groupes qualifiés d'ultras.

### Honneurs
Pour leur engagement social, les Rolling Devils ont reçu en 2011 le Stern des Sports (Étoile du Sport) de bronze de la Confédération allemande des sports olympiques et le Brückenpreis (Prix des Ponts) de l’État fédéral de Rhénanie-Palatinat en 2013.